# 田波涼子
田波 涼子（たなみ りょうこ、1973年10月8日 - ）は、日本のファッションモデル、女優である。東京都出身。イデア所属。

## 略歴
1997年よりファッション雑誌『JJ』の専属モデルとして活動。同年、アサヒビールのイメージガールを務めた。
2002年3月号から2005年12月号まで、ファッション雑誌『CLASSY.』のカバーモデルを務めた。
また、ニベア花王やオンワード樫山などのCMに出演、映画『雨よりせつなく』や『しあわせなら手をたたこう』に主演した。

## 人物
弟が1人いる。特技はバレーボール。

### 私生活
2007年4月1日にウェディング関連会社社長の野尻佳孝と結婚。2011年3月2日に第1子男児、2013年4月20日に第2子女児を出産した。

## 出演

### 映画
- 雨よりせつなく（2005年）
- しあわせなら手をたたこう（2005年）
- 子ぎつねヘレン（2006年）

### CM
- アサヒビールキャンペーンガール（1997年）
- 京王グループ（2002年4月8日 - 2004年4月7日）
- ニベア花王
- オンワード樫山『ヴァニラコンフュージョン』（イメージキャラクター）（2003年8月1日 - 2005年7月31日）
- カゴメ『野菜ジュース』（イメージキャラクター）（2005年3月 - ）
- キャセイパシフィック航空・香港政府観光局（イメージキャラクター）（2005年3月15日 - ）
- コカ・コーラ『紅茶花伝』（イメージキャラクター）（2006年4月 - ）
- ウエラ 「WELLATON 2+1」（2016年4月-）

### ファッション誌（モデル）
- JJ（1997年 - 2001年10月号） - 2005年6月号（創刊30周年記念号）にもJJモデルOGのひとりとして登場
- CLASSY.（2002年3月号 - 2005年12月号）
- 美人百花
- Style
- MISS

### ビデオ
- '96→'97 話題のレースクイーン大集合 VOL.1（1997年、芳友メディアプロデュース）

## 書籍
- 『田波涼子の愛されごはん』ワニブックス 美人開花シリーズ（2010年4月25日、ワニブックス）ISBN 978-4847019043[7]